# Starożytna Polska
Starożytna Polska pod względem historycznym, geograficznym i statystycznym – książka napisana przez Michała Balińskiego i Tymoteusza Lipińskiego, wydana w Warszawie w 1843 r.  nakładem S. Orgelbranda Księgarza. Jest to jedna z pierwszych publikacji stawiających sobie za cel przedstawienie – zgodnie z zasadami: geograficznymi, historycznymi oraz statystycznymi – wiedzy o miastach i wsiach z terenów Rzeczypospolitej z okresu przedrozbiorowego. W latach 1885–1887 Franciszek Ksawery Martynowski przygotował drugie wydanie. Poszerzył wszystkie hasła o dane dotyczące fundatorów świątyń, daty pożarów, przebudów i restauracji, dodał uwagi oceniające wartość artystyczną budowli i opisy wyposażenia. Poprawił datowania o najnowszą wiedzę i wprowadził nowe miejscowości. Wartość tej publikacji jest dla współczesnych tym większa, że opisuje często miejscowości już od bardzo dawna nieistniejące.